# 예테보리 대학교
예테보리 대학교(스웨덴어: Göteborgs universitet, 영어: University of Gothenburg)는 스웨덴의 두 번째로 큰 도시인 예테보리에 있는 대학교이다. 1891년에 설립된 이 대학은 현재 스웨덴 대학 중 3번째로 오래된 대학이며, 53,624명의 학생과 6,707명의 교직원을 보유하고 있어 북유럽 국가에서 가장 큰 대학 중 하나이다.

## 개요
8개의 학부와 38개의 학과를 갖춘 예테보리 대학교는 스웨덴에서 가장 광범위하고 다양한 분야를 다루는 대학 중 하나이다. 8개 학부에서 창의예술, 사회과학, 자연과학, 인문학, 교육학, 정보기술, 경영학, 경제 및 법학, 건강과학 등을 교육한다.
예테보리 대학교는 다양한 전공과 과정에서 가장 많은 지원자를 배출해 스웨덴에서 가장 인기 있는 대학 중 하나이다.

## 역사
예테보리 대학교는 1891년 예테보리 대학(Göteborgs högskola)이라는 이름으로 설립되었다. 1907년에 스웨덴 정부로부터 웁살라 대학교 및 룬드 대학교와 동일한 지위를 부여받아 스웨덴의 세 번째 대학이 되었다.
예테보리 대학교는 시간이 흐르면서 도시 내 여러 독립된 고등교육기관과 합병되었고 지속적으로 학업 영역을 확장해 왔다. 1954년 스웨덴 정부는 예테보리 대학(Göteborgs högskola)과 예테보리 의과대학(Medicinhögskolan i Göteborg)을 합병하여 정식 대학이 되는 권한을 부여했다.
예테보리 대학교는 예테보리 중심가에 위치한 대표적인 도시형 대학교이다. 본관 건물과 대부분의 학부는 예테보리 중심부에 위치해 있다.
예테보리 대학교는 웁살라 대학교, 룬드 대학교, 스톡홀름 대학교와 함께 스웨덴의 4대 국제 연구 대학 중 하나이다.

## 구조

### 운영
예테보리 대학교는 스웨덴에서 가장 큰 대학 중 하나이며 8개 학부와 38개 학과로 구성된 종합대학이다. 또한 예테보리 대학교는 공공 기관이자 교수 위원회의 연합체이다. 각 학부 및 학교는 부여된 권한에 따라 상당한 자율권을 가지며, 대학 내에서 뚜렷한 정체성을 가지고 있다.
대학 이사회는 대학의 최고 의사결정 기관이다. 이사회는 "대학의 모든 업무를 감독하며, 그 의무를 이행할 책임이 있다"로 양립되어 진다. 스웨덴 정부에 의해 대학의 교육 및 연구 기능에 중요한 활동에 대한 경험이 있는 외부 위원 7명이 임명된다. 또한 부총장, 교수 3명, 학생 3명, 노조 대표 등이 정회원으로 포함되어 진다.
일상적인 관리 업무는 이사회의 결정을 이행할 책임이 있는 부총장인 Malin Broberg가 이끌고 있으며 그녀는 중앙 행정부의 지원을 받고 있다.

### 학부
예테보리 대학은 8개의 학부로 구성되어 있다. 대학의 연구 및 교육 전략에서는 학부와 전공 분야의 경계를 넘나드는 협업이 강조된다. 모든 교수진은 이러한 가능성을 활용하고 대학의 틀 내에서 다양한 학제간 연구와 교육 활동에 적극적으로 참여하고 있다. 또한 샬머스 공과대학교와 긴밀히 협력하고 있으며, 이를 통해 예테보리의 학문적 환경의 전반적인 범위가 더욱 확대되었다.
- 예술 학부(Konstnärliga fakulteten)에서는 디자인과 공예, 영화 연구, 사진, 장면, 음악, 미술 분야의 과정을 제공한다.
- 교육학부(Utbildningsvetenskapliga fakulteten)는 다양한 과목의 교사 훈련을 담당한다.
- 인문학부(Humanistiska fakulteten)는 문화 연구, 역사, 문학, 사상사, 종교, 고고학, 현대 언어, 철학, 언어학, 과학 이론, 스웨덴어 및 문학 등 인문학으로 구성되어 있다.

- IT 학부 (IT fakulteten)는 응용 정보 기술, 컴퓨터 과학, 공학 프로그램 교육을 제공한다.
- 자연과학부(Naturvetenskapliga fakulteten)는 식물학, 세포 및 분자생물학, 물리학, 지구과학, 화학, 보존학, 해양 생태학, 수학, 환경 과학, 동물학 등 다양한 과학 분야를 포괄한다.
- 살그렌스카 아카데미(Sahlgrenska Akademin)는 예테보리 대학교의 의과 대학으로, 의학, 치과학, 건강 및 의료 과학 분야 등을 연구하고 교육한다.
- 경영학, 경제학 및 법학 학부(Handelshögskolan vid Göteborgs universitet)는 비즈니스 스쿨이자 로스쿨이다.
- 사회과학부(Samhällsvetenskapliga fakulteten)는 평화와 개발 연구, 행정학, 저널리즘, 심리학, 사회 인류학, 사회 사업, 사회학, 정치학, 유럽 연구 분야의 과목을 제공한다.

## 세계 랭킹
예테보리 대학교는 2023년 타임스 고등교육에서 세계 201위를 차지했다.